# 1982년 대한민국
이 문서는 1982년 대한민국에서 일어난 사건을 다룬다.

## 재임자
제5공화국
- 대통령 : 전두환
- 국무총리 : 남덕우 (~1월 3일), 유창순 (1월 4일~6월 24일), 김상협 (6월 24일~)